# Hlalyeh
 Hlalyeh è un centro abitato e comune (municipalité) del Libano situato nel distretto di Sidone, governatorato del Sud Libano.